# Aphilopota mesotoecha
Aphilopota mesotoecha là một loài bướm đêm trong họ Geometridae.